# Vladimír Vařecha
Vladimír Vařecha (9. srpna 1917 Mařatice – 19. ledna 1999 Praha) byl editor americké a britské literatury v originále, překladatel z angličtiny a němčiny, pedagog a autor vysokoškolských učebnic angličtiny. Během druhé světové války byl vojákem československé zahraniční armády ve Velké Británii, kde sloužil ve funkci překladatele, tlumočníka a leteckého lektora anglického jazyka u 311. československé bombardovací perutě RAF. Nositel československých a britských vyznamenání, držitel titulu bakaláře z anglistiky a germanistiky na londýnské univerzitě, kde studoval v letech 1944 až 1945. 

## Život

### Rodinné poměry
Vladimír Jindřich Vařecha přišel na svět 9. srpna 1917 v obci Mařatice u Uherského Hradiště. Vladimír se narodil jako nemanželský syn Marii Vařechové, která se v roce 1920 stala matkou jeho bratra Antonína. Oba sourozenci žili s matkou Marií v malém domku v Mařaticích, kde jejich maminka vypomáhala v domácnosti svých rodičů.

### Studium
Vladimír absolvoval pět let trvající povinnou obecnou školu a v roce 1928 přešel na Státní reálné gymnáziu v Uherském Hradišti, kde v roce 1936 složil s vyznamenáním maturitní zkoušku. Svá vysokoškolská studia anglistiky, germanistiky a románských jazyků započal na Filozofické fakultě Masarykovy univerzity v Brně a poté pokračoval (od podzimu 1938 až do roku 1940) v anglickém městě Reading (v hrabství Berkshire) na University of Reading, kam odcestoval nedlouho po složení své první státnice v tuzemsku. Vladimír Vařecha rád sportoval a také byl ve fotbalovém mužstvu hrajícím za tým readingské univerzity. Zpráva o obsazení „pomnichovského“ zbytku Čech, Moravy a Slezska německou armádou dne 15. března 1939 jej zastihla tedy mimo vlast a v Anglii se také dozvěděl o zahájení druhé světové války (1. září 1939).

### Druhá světová válka
Na československém velvyslanectví v Londýně se v polovině července 1940 Vladimír Vařecha dobrovolně přihlásil do československé zahraniční armády a již v září 1940 byl začleněn do Náhradního tělesa Československé smíšené brigády v Cholmondeley Park, kde byl obratem přijat (s nejnižší vojenskou hodností) do dobrovolnické zálohy britského Královského letectva (RAF). Ještě v září 1940 byl převelen k 311. československé bombardovací peruti RAF. Zde sloužil až do října 1941 ve funkci překladatele a tlumočníka.
Výkon tlumočnické funkce byl klíčový, neboť Čechoslováci ve službách RAF na začátku druhé světové války mnohdy neovládali dobře služební jazyk. Jedním z Vařechovo úkolů bylo shromažďovat zprávy od československých letců (včetně jejich hlášení poskytovaných bezprostředně po operačních letech) a překládat je do angličtiny. Takto zpracované informace Vařecha předkládal britskému velení a opačně jdoucí cestou rozkazy a zprávy od britských velitelů tlumočil „směrem dolů“ k československým velitelům. Kromě toho Vařecha vyučoval anglickému jazyku i československé letce ve službách RAF.
Na Inspektorát československého letectva (IČL) v Londýně převeleli Vladimíra Vařechu v říjnu 1941. Tady úzce spolupracoval s generálem a leteckým maršálem Karlem Janouškem (1893–1971) pro kterého překládal různá hlášení určená britskému velení. A byl to právě Vařecha, kdo se také podílel (během své práce při zvláštní skupině) na tvorbě instrukcí a směrnic pro Royal Air Force.
Vladimír Vařecha ze své pozice také (mimo jiné) dohlížel i na proces povyšování letců, získal britskou důstojnickou hodnost a v průběhu druhé světové války byl dále povyšován. Na sklonku druhé světové války externě působil na londýnské univerzitě a mezi léty 1944 až 1945 tady získal titul bakaláře z anglistiky a germanistiky.

### Po druhé světové válce
Do osvobozeného poválečného Československa se Vařecha vrátil v srpnu 1945. V československé armádě ale dlouho nezůstal, v roce 1946 byl povýšen na nadporučíka letectva v záloze a vojenskou kariéru s touto hodností ukončil. Za svoji československou zahraniční odbojovou činnost a vojenskou pomoc na straně Spojenců byl Vladimír Vařecha vyznamenán československými i britskými vyznamenáními.

#### Další studia a práce
Po odchodu z činné vojenské služby studoval anglistiku na Filozofické fakultě Univerzity Karlovy. S Boženou Václavkovou se koncem června 1947 oženil ve Velké nad Veličkou. V roce 1947 se oba novomanželé přestěhovali do Liberce. Manželé Vařechovi měli dvě dcery: Helenu a Hanu. V roce 1950 obhájil Vařecha na Filozofické fakultě Univerzity Karlovy v Praze rigorózním řízení práci Problémy synonym v angličtině (PhDr., CSc.). V severočeské metropoli pak Vařecha působil jako učitel cizích jazyků na Střední hospodářské škole a později na Vysoké škole strojní. Vyučoval na několika jazykových středních školách po celé republice, od 60. let 20. století pak pracoval jako odborný asistent při Univerzitě 17. listopadu a následně jako odborný asistent (anglista) na katedře překladatelství a tlumočnictví Filozofické fakulty University Karlovy v Praze. Jeho žáci a studenti jej hodnotili jako odborně zdatného, férového a milého člověka ochotného komukoliv nezištně pomoci.

#### Komunistický režim
Vladimír Vařecha po únoru 1948 otevřeně nikterak nevystupoval proti nastolenému totalitnímu komunistickému režimu, ale jakožto „západní letec“ byl opakovaně sledován StB, která jej podezřívala ze spolupráce se zahraniční kapitalistickou rozvědkou. Pokud se Vařecha s někým na Západě kontaktoval, tak to ve skutečnosti byli jen jeho kolegové překladatelé.

#### Překladatelská činnost
V roce 1977 odešel Vladimír Vařecha do starobního důchodu. I nadále byl ale činný jako pedagog. Vedle své pedagogické činnosti vynikl těž jako autor překladů děl anglické a americké literatury; do angličtiny překládal publikace z oblasti krásné literatury, sociologie a divadelnictví (například hry některých českých dramatiků: Oldřicha Daňka, Jana Jílka, Zdeňka Kaloče, Jiřího Šotoly). Překládal díla mnoha autorů (Marcia Davenport, Charles Dickens, James Joyce, Thomas Stearns Eliot, Anthony Trollope, ...) a současně byl též autorem (či spoluautorem) odborných jazykovědných a vysokoškolských učebních textů a příruček angličtiny (Advanced English Conversation Practice, Exercises in English Lexicology, Antologie českých textů k překladu do angličtiny, Cvičné texty pro anglický proseminář).
PhDr. Vladimír Vařecha, CSc. zemřel 19. ledna 1999 v Praze.

## Fotogalerie

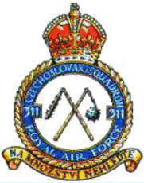
Insignie 311. čs. bombardovací perutě RAF u níž Vladimír Vařecha za druhé světové války v Británii působil
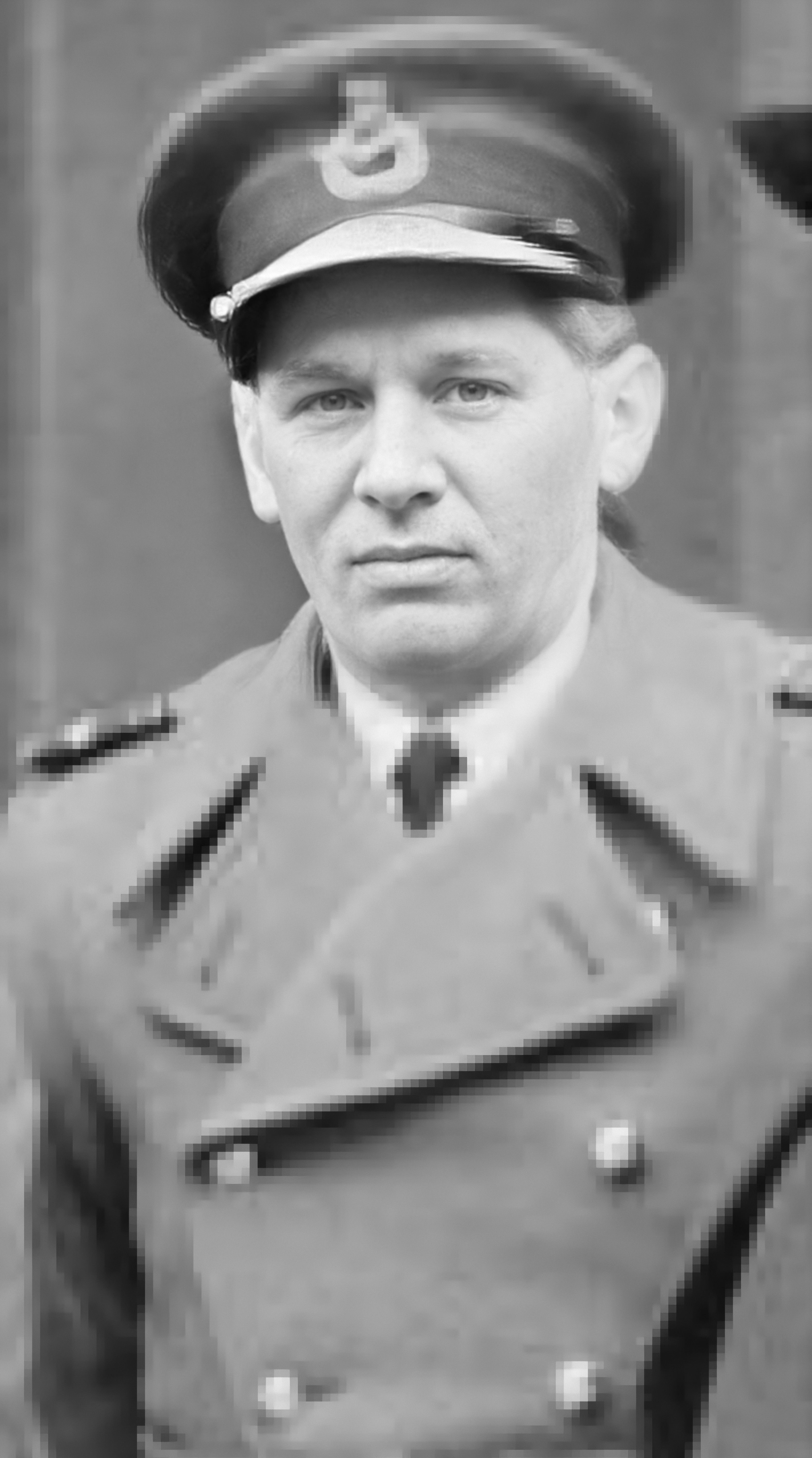
Generál Karel Janoušek s nímž Vladimír Vařecha spolupracoval za druhé světové války na Inspektorátu československého letectva (IČL) v Londýně
Odznak Royal Air Force – královského vojenského letectva britských ozbrojených sil – v jehož službách Vladimír Vařecha za druhé světové války působil